# Campionat d'escacs de Cuba
El campionat d'escacs de Cuba és una competició d'escacs organitzada des del 1860 per determinar el campió nacional de Cuba. A la segona part del segle xix, Celso Golmayo Zúpide va ser àmpliament acceptat com a campió cubà des del seu matx del 1862 contra Félix Sicre. Entre els anys 1912 i 1937 el campionat de Cuba era la Copa Dewar. Maria Teresa Mora va ser la primera dona a guanyar la Copa Dewar el 1922.

## Quadre d'honor
| Any    | Ciutat                | Guanyador                                                 |
| ------ | --------------------- | --------------------------------------------------------- |
| 1860   | L'Havana              | Félix Sicre                                               |
| 1862   | L'Havana              | Celso Golmayo Zúpide                                      |
| 1897   | L'Havana              | Celso Golmayo de la Torriente                             |
| 1898   | L'Havana              | Juan Corzo y Príncipe                                     |
| 1901   | L'Havana              | José Raúl Capablanca                                      |
| 1902   | L'Havana              | Juan Corzo y Príncipe                                     |
| 1907   | L'Havana              | Juan Corzo y Príncipe                                     |
| 1912   | L'Havana              | Juan Corzo y Príncipe                                     |
| 1914   | L'Havana              | Rafael Blanco                                             |
| 1918   | L'Havana              | Juan Corzo y Príncipe                                     |
| 1920   | L'Havana              | Rafael Blanco                                             |
| 1921   | L'Havana              | B. Benitez                                                |
| 1922   | L'Havana              | María Teresa Mora                                         |
| 1923   | L´Havana              | José Fernández Migoya                                     |
| 1927   | L'Havana              | Francisco Planas                                          |
| 1929   | L'Havana              | Francisco Planas                                          |
| 1937   | L'Havana              | Rafael Blanco                                             |
| 1939   | L'Havana              | Miguel Alemán                                             |
| 1942   |                       | Juan González de Vega                                     |
| 1943   |                       | Juan González de Vega                                     |
| 1944   |                       | Angel Fernández Fernández                                 |
| 1950   |                       | Rosendo Romero Eldis Cobo Arteaga                         |
| 1951   |                       | Juan González de Vega                                     |
| 1952   | L'Havana              | Juan González de Vega                                     |
| 1955   | L'Havana              | Carlos Calero                                             |
| 1956   |                       | Armando Cabrera                                           |
| 1957   |                       | Eleazor Jiménez Zerquera                                  |
| 1958   |                       | Rogelio Ortega                                            |
| 1960   | L'Havana              | Eleazor Jiménez Zerquera                                  |
| 1963   | L'Havana              | Eleazor Jiménez Zerquera                                  |
| 1965   | L'Havana              | Eleazor Jiménez Zerquera                                  |
| 1966   | L'Havana              | Rogelio Ortega                                            |
| 1967   | L'Havana              | Eleazor Jiménez Zerquera                                  |
| 1968   | Santiago de Cuba      | Silvino Garcia González                                   |
| 1969   | Matanzas              | Jesús Rodriguez González                                  |
| 1970   | L'Havana              | Silvino Garcia González                                   |
| 1971   | L'Havana              | Jesús Rodriguez González                                  |
| 1972   | Playa Larga, Matanzas | Jesús Rodriguez González                                  |
| 1973   | Cienfuegos            | Silvino Garcia González                                   |
| 1974   | Varadero, Matanzas    | Guillermo Garcia González                                 |
| 1975   | Santa Clara           | Guillermo Estévez Morales                                 |
| 1976   | Holguín               | José Fernandez Leon                                       |
| 1977   | Sancti Spiritus       | Gerardo Lebredo José Luis Vilela Jesus Nogueiras Santiago |
| 1978   | Camagüey              | Jesus Nogueiras Santiago                                  |
| 1979   | Santiago de Cuba      | Silvino Garcia González                                   |
| 1980   | Holguín               | Néstor Vélez                                              |
| 1981–2 | Sagua la Grande       | Román Hernández                                           |
| 1983   | Sagua de Tánamo       | Guillermo Garcia González                                 |
| 1984   | Holguín               | Jesus Nogueiras Santiago Amador Rodríguez Céspedes        |
| 1985   | Camagüey              | Jorge Armas                                               |
| 1986   | Santiago de Cuba      | Walter Arencibia Rodríguez                                |
| 1987   | Las Tunas             | Juan Borges Mateos                                        |
| 1988   | Camagüey              | Amador Rodríguez Céspedes                                 |
| 1989   | Sancti Spiritus       | Pedro Paneque                                             |
| 1990   | Santiago de Cuba      | Walter Arencibia Rodríguez                                |
| 1991   | Holguín               | Jesus Nogueiras Santiago                                  |
| 1993   | Matanzas              | Juan Borges Mateos                                        |
| 1995   | Matanzas              | Julio Becerra Rivero Juan Borges Mateos                   |
| 1996   | Las Tunas             | Irisberto Herrera Julio Becerra Rivero                    |
| 1997   | Matanzas              | Reinaldo Vera Amador Rodríguez Céspedes                   |
| 1998   | Matanzas              | Julio Becerra Rivero                                      |
| 1999   | Santa Clara           | Rodney Pérez García                                       |
| 2000   | Santa Clara           | Jesus Nogueiras Santiago                                  |
| 2001   | Las Tunas             | Reinaldo Vera                                             |
| 2002   | Holguín               | Leinier Domínguez                                         |
| 2003   | Varadero, Matanzas    | Leinier Domínguez                                         |
| 2004   | Santa Clara           | Lázaro Bruzón Batista                                     |
| 2005   | Santa Clara           | Lázaro Bruzón Batista                                     |
| 2006   | Santa Clara           | Leinier Domínguez                                         |
| 2007   | Santa Clara           | Lázaro Bruzón Batista                                     |
| 2008   | Santa Clara           | Yuniesky Quezada                                          |
| 2009   | Las Tunas             | Lázaro Bruzón Batista                                     |
| 2010   | Ciego de Ávila        | Lázaro Bruzón Batista                                     |
| 2011   | Ciego de Ávila        | Yuniesky Quezada                                          |
| 2012   | Ciego de Ávila        | Leinier Domínguez                                         |
| 2013   | Santa Clara           | Isan Ortiz Suárez[2]                                      |
| 2014   | Santa Clara           | Isan Ortiz Suárez[3][4]                                   |
| 2015   | Santa Clara           | Isan Ortiz Suárez[5]                                      |
| 2016   | Matanzas              | Leinier Domínguez[6]                                      |
| 2017   | Villa Clara           | Lázaro Bruzón[7]                                          |
| 2018   | L'Havana              | Yuri González Vidal                                       |
| 2019   | Villa Clara           | Carlos Daniel Albornoz Cabrera                            |
| 2020   | Villa Clara           | Carlos Daniel Albornoz Cabrera                            |
| 2022   | Santa Clara           | Yasser Quesada Perez                                      |
| 2023   | Holguin               | Elier Miranda                                             |
| 2024   | Holguin               | Luis Ernesto Quesada Perez                                |
| “ | Naturalment, els escacs són un hobby, però també són un mestre de la raó, i els països que tenen bons equips d'escacs també lideren el món en altres esferes més importants. | ” |
|   | — Ernesto "Che" Guevara |   |

## Quadre d'honor femení
| Any  | Ciutat           | Guanyadora[9]                   |
| ---- | ---------------- | ------------------------------- |
| 1965 | l'Havana         | Syla Martínez                   |
| 1966 |                  | Nora Laya                       |
| 1967 |                  | Nora Laya                       |
| 1968 |                  | Nora Laya                       |
| 1969 |                  | Elisa Yarruch                   |
| 1970 |                  | Ada María Salgado               |
| 1971 |                  | Asela de Armas Pérez            |
| 1972 |                  | Nora Laya                       |
| 1973 |                  | Asela de Armas Pérez            |
| 1974 |                  | Asela de Armas Pérez            |
| 1975 |                  | Asela de Armas Pérez            |
| 1976 |                  | Asela de Armas Pérez            |
| 1977 |                  | Asela de Armas Pérez            |
| 1978 |                  | Asela de Armas Pérez            |
| 1979 |                  | Asela de Armas Pérez            |
| 1980 |                  | Vivian Ramón Pita               |
| 1981 |                  | Zirka Frómeta Castillo          |
| 1982 |                  | Vivian Ramón Pita               |
| 1983 |                  | Zirka Frómeta Castillo          |
| 1984 |                  | Vivian Ramón Pita               |
| 1985 |                  | Tania Hernández                 |
| 1986 |                  | Asela de Armas Pérez            |
| 1987 |                  | Zirka Frómeta Castillo          |
| 1988 |                  | Asela de Armas Pérez            |
| 1989 |                  | Vivian Ramón Pita               |
| 1990 |                  | Vivian Ramón Pita               |
| 1991 |                  | Vivian Ramón Pita               |
| 1992 |                  | Maritza Arribas Robaina         |
| 1993 |                  | Roquelina Fandiño Reyes         |
| 1994 |                  | Yudania Hernández Estévez       |
| 1995 |                  | Mairelys Delgado Crespo         |
| 1997 | l'Havana         | Maritza Arribas Robaina         |
| 1998 |                  | Vivian Ramón Pita               |
| 1999 |                  | Mairelys Delgado Crespo         |
| 2000 |                  | Vivian Ramón Pita               |
| 2001 |                  | Maritza Arribas Robaina[10]     |
| 2002 |                  | Maritza Arribas Robaina[10]     |
| 2003 |                  | Maritza Arribas Robaina[10]     |
| 2004 |                  | Maritza Arribas Robaina[10]     |
| 2005 |                  | Sulennis Pina Vega              |
| 2006 | Caibarien        | Milena Campos Vila              |
| 2007 |                  | Maritza Arribas Robaina[10]     |
| 2008 | Holguín          | Maritza Arribas Robaina         |
| 2009 |                  | Maritza Arribas Robaina         |
| 2010 | Holguín          | Oleiny Linares Nápoles          |
| 2011 | Santiago de Cuba | Yaniet Marrero Lopez            |
| 2012 | Holguín          | Lisandra Llaudy Pupo[11]        |
| 2013 | Holguín          | Maritza Arribas Robaina[12]     |
| 2014 | Pinar del Rio    | Sulennis Pina Vega[13]          |
| 2015 | Santiago de Cuba | Maritza Arribas Robaina[14][15] |
| 2016 | Cienfuegos       | Oleyni Linares Nápoles[16]      |
| 2017 | Pinar del Rio    | Yerisbel Miranda Llanes         |
| 2018 | Holguín          | Lisandra Llaudy Pupo            |
| 2022 | Holguin          | Yaniela Forgas                  |
| 2023 | Camagüey         | Oleiny Linares Ordaz            |
| 2024 | Pinar del Rio    | Lisandra Ordaz                  |

## Campions cubans d'escacs per correspondència
1. Raul Fernandez Alvarez (1975-1976)
2. Pablo Salcedo Mederos (1977-1980)
3. Luis Achkienasi Cherniak (1979-1982)
4. Jorge LLorente Galardy (1980-1983)
5. Nelson Gonzalez Rabago (1983-1986)
6. Alberto Barreras Garcia (1984-1987)
7. Guillermo Estevez Morales (1986-1989)
8. Francisco Perez Cruz (1989-1992)
9. Othoniel Rodriguez Capey (1992-1995)
10. Pablo Salcedo Mederos 1994-1997)
11. Jorge LLorente Galardy (1996-1999)
12. Humberto Fariñas Seijas (1998-2001)
13. Pablo Salcedo Mederos (2000-2003)
14. Enrique Ferreiro Garcia (2004-2005)[17]
15. Carlos Dieguez Vera (2005-2006)[18]
16. Armando Perez Perez (2006-2009)[19]
17. Pablo Salcedo Mederos (2007-2010)[20]
18. Ramon Au Cardero (2009-2011)[21]
19. Ramon Au Cardero (2011-2012)[22]
20. Pablo Salcedo Mederos (2012-2014)[23]
21. Alexis Marrero Rodriguez (2013-2015)[24]
22. Juan Fernandez Martinez (2014-2017)[25]
23. Liuber Gongora Reyes (2015-2017)[26]
24. Yoandy Rodriguez Fraga (2016-2018)[27]
25. Yovany del toro Montoya (2017-2019)[28]
26. Alberto Perez Lopez (2019-2020)
27. Pedro Vertiz Gutierrez (2020-2021)[29]
28. Alberto Perez Lopez (2020-2021)[30]
29. Ramon Au Cardero - Alexis Marrero Rodriguez (2021-2022)[31]
30. Pablo Salcedo Mederos - Ruben Perez Rodriguez (2022-2023)[32]